# 2013年パラニャーケ市バス転落事故

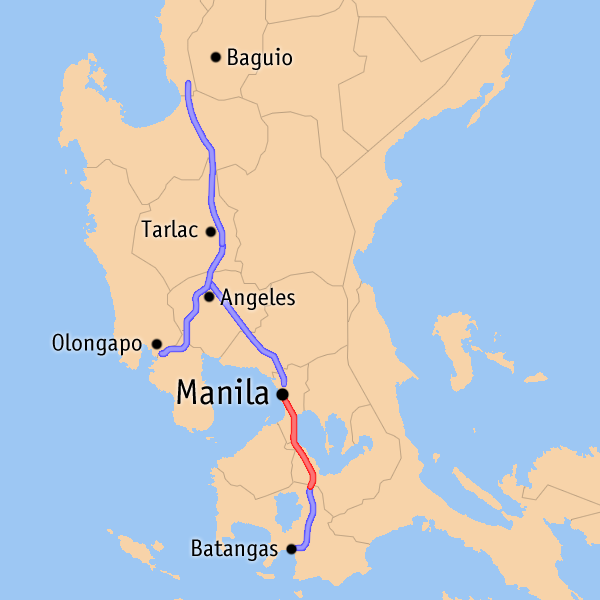
ルソン島高速道路の地図に、南ルソン高速道路が赤色で示す

2013年パラニャーケ市バス転落事故（にさんじゅうさんねんパラニャーケしバスてんらくじこ）は、2013年12月16日にフィリピンマニラ首都圏のパラニャーケ市で発生した、バスによる交通事故である。
高架道路を走っていたバスが高架から転落し、6メートル下を走っていた車両と衝突した。バスの乗客20名と、ぶつかられた車に乗っていた2名の合わせて22名が死亡した。
地元メディアによれば、バスは雨の中、速度超過をして走行していた疑いがあった。